# Mamiellophyceae
Mamiellophyceae, razred zelenih algi. Sasatoji se od tri reda s 26 vrsta. Ime dolazi po monotipskom rodu Mamiella čija je jedina vrsta Mamiella gilva.

## Redovi
- Dolichomastigales Marin & Melkonian 7
- Mamiellales Moestrup 13
- Monomastigales R.E. Norris ex Melkonian & Marin 6